# Euchloron
Euchloron là một chi bướm đêm thuộc họ Sphingidae.

## Các loài
- Euchloron lacordairei
- Euchloron megaera - (Linnaeus 1758)
- Euchloron nuristana
- Euchloron pulcherrima
- Euchloron serrai